# Gasthof „Zum Goldenen Adler“ (Purkersdorf)

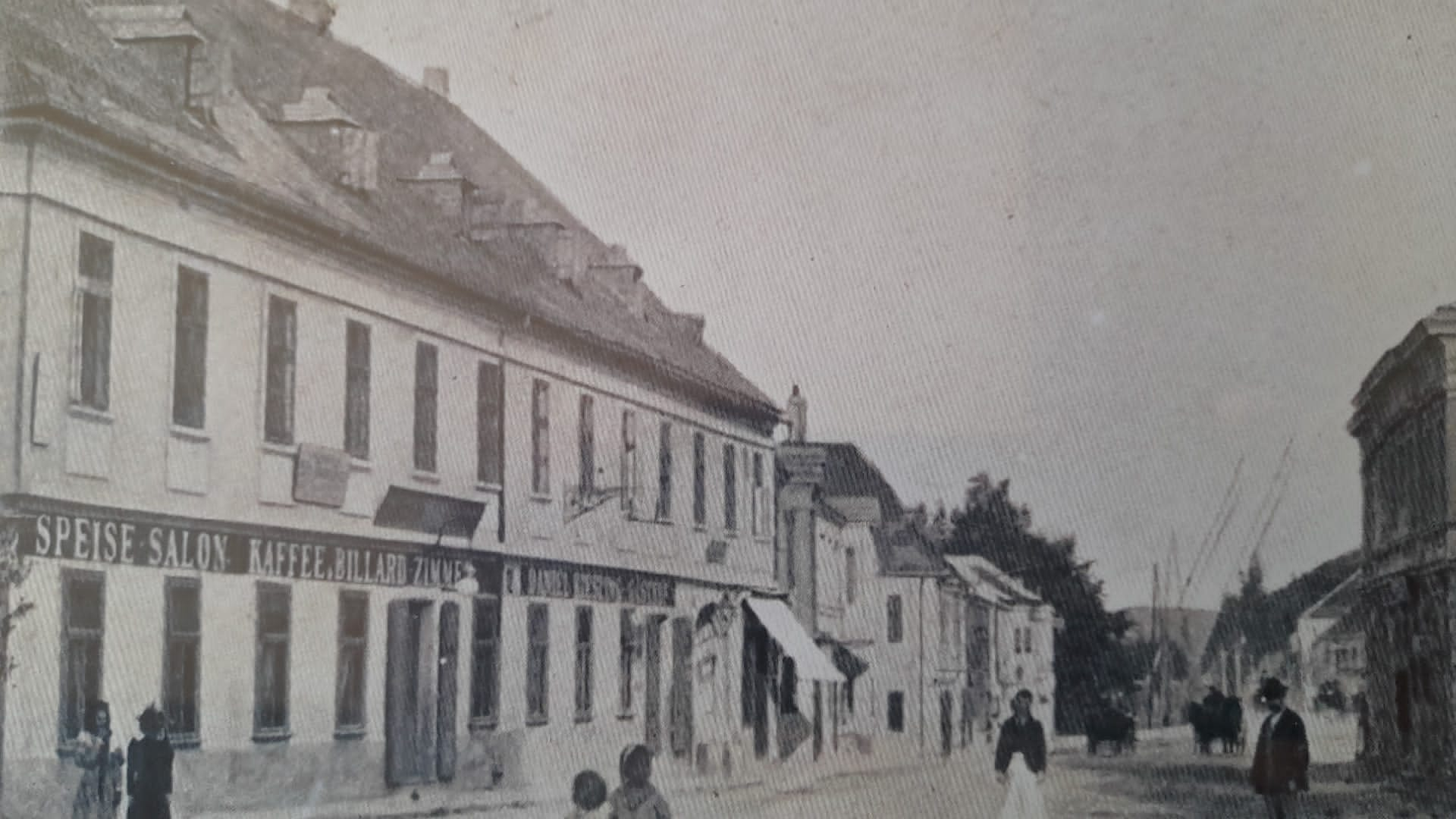
Gasthof Zum Goldenen Adler

Der Gasthof Zum Goldenen Adler bestand von 1529 bis 2008 am Hauptplatz 10 in Purkersdorf bei Wien. Heute befindet sich in Teilen der ehemaligen Gastwirtschaft das Lokal „Nikodemus“.

## Geschichte
Der Gasthof Zum Goldenen Adler wurde am 1. Februar 1529 vom Gastwirt Michael Schmidt eröffnet. Für Reisende nach Westen war der Einkehrgasthof oft die erste Station nach der Wiener Stadtgrenze.
Am 25. April 1785 begleitete Wolfgang Amadeus Mozart mit Gattin Konstanze seinen Vater bis nach Purkersdorf. Nach einem Mittagessen im Gasthof Zum Goldenen Adler brach Leopold Mozart nach Salzburg auf. Vater und Sohn verabschiedeten sich zum letzten Mal, sie sollten einander nie wiedersehen. Das Mozartdenkmal am Hauptplatz in Purkersdorf – geschaffen von Dragutin Santek im Jahr 2017 – erinnert an diesen Abschied. Nach mehrfachen Umbauten und Eigentümerwechseln erhielt die damalige Betreiberin Elisabeth Roth im Jahr 1838 die „Maria-Theresien-Konzession“. 1907 malte der damals 17-jährige Egon Schiele den Gasthof Zum Goldenen Adler aus der Perspektive der angrenzenden Feihlerhöhe. 1927 wurde der Gasthof von Franz Neunteufel übernommen und von seinen Nachfahren bis zum Jahr 2008 weitergeführt.
Seit 1990 betreibt Niki Neunteufel – Sohn des letzten Eigentümers – auf Teilflächen des Gasthofes das Lokal Nikodemus. 2008, nach der endgültigen Schließung des Gasthofes Zum Goldenen Adler, übernahm das Nikodemus weitere Räumlichkeiten der historischen Gastwirtschaft.